# Aeroportul La Grande Rivière
Aeroportul La Grande Rivière (IATA: YGL, ICAO: CYGL) este un aeroport din Provincia Québec, Canada ce deservește zona Radisson⁠(d). Aeroportul a fost tranzitat în 2011 de 5.789 de pasageri. A fost numit după La Grande River⁠(d).
Situat la o altitudine de 195 m, aeroportul dispune de o singură pistă.